# Ernst Zündel
Ernst Zündel (Bad Wildbad, 24 de abril de 1939—ibidem, 5 de agosto de 2017) fue un editor alemán conocido por sus posiciones revisionistas y negacionismo del Holocausto.

## Biografía
Ernst Zündel se mudó a Canadá en 1958 como inmigrante terrateniente. En 1960 se casó con la canadiense Janick Larouche, con quien tuvo dos hijos. Se divorciaron en 1977.
Se convirtió en director de publicaciones de la editorial Samizdat, que produjo abundante material neonazi, y participó bajo el seudónimo de Christof Friedrich en revistas antisemitas. Fue también uno de los primeros líderes del supremacismo blanco.
En enero de 1985, después de que Zündel publicara a través de su editorial el panfleto Did Six Million Really Die? (escrito por el político de extrema derecha británico Richard Verrall, donde este exponía su negacionismo del Holocausto), Sabrina Citron, una ex deportada, presentó una denuncia contra él por "publicar información falsa con la intención de dañar el interés público, a sabiendas" ; el fiscal llamó como testigo al historiador Raul Hilberg y la defensa de Zündel solicitó al negacionista francés Robert Faurisson, antiguo amigo de Zündel. Finalmente, Zündel fue condenado. En 1988, Zündel fue liberado ya que se consideró que la legislación por la que había sido condenado violaba la libertad de expresión. En su audiencia de apelación, Zündel contrató los servicios de Fred A. Leuchter Jr, un técnico autodidacta en materia de ejecuciones, quién viajó a Auschwitz y presentó un documento con pretensiones científicas que alegaba la imposibilidad técnica de los homicidios en las cámaras de gas. Si bien el tribunal le negó credibilidad al "informe Leuchter", este documento se convirtió en los años siguientes en un documento fundacional de los argumentos de los negadores del Holocausto.
En 1997, su segundo matrimonio terminó después de dieciocho meses.
A fines de la década de 1990, fue convocado por la Comisión Canadiense de Derechos Humanos para responder a su discurso de odio contra los judíos. Antes del final del proceso, Zündel se fue a Pigeon Forge, Tennessee, donde se casó con Ingrid Rimland y declaró que no volvería a Canadá.
En 2003, fue arrestado en los Estados Unidos por violar las normas de inmigración. Fue deportado a Canadá, aunque su estado de residencia había expirado por su ausencia prolongada fuera del país. Una orden para su arresto fue emitida en Alemania por negar el Holocausto ("Volksverhetzung").
Zündel permaneció bajo custodia en Canadá como una amenaza a la seguridad nacional debido a sus vínculos con grupos violentos neonazis mientras se lleva a cabo el proceso de extradición.
El 24 de febrero de 2005 el juez federal Pierre Blais dictamina que la extradición a su Alemania natal era legal. El 1 de marzo se embarcó en un avión y, a su llegada al aeropuerto de Frankfurt, fue enviado a prisión. Su juicio dio comienzo en febrero de 2006.
El 15 de febrero de 2007 el tribunal del distrito de Mannheim lo condenó a cinco años de prisión, la sentencia más severa posible. Fue procesado por negar el Holocausto a través de su sitio web y varias publicaciones, lo cual está prohibido por la ley alemana. En particular, fue acusado de cuestionar la existencia de las cámaras de gas durante la Segunda Guerra Mundial, así como la del Holocausto y el número de sus víctimas. Fue liberado en 1 de marzo de 2010.
Fue el autor, bajo el seudónimo de Christof Friedrich, de dos libros que tratan el tema de los ovnis nazis.
Ernst Zundel murió en 5 de agosto de 2017 de un ataque al corazón en su casa en Bad Wildbad.